# Andy Wilkinson
Andrew Gordon Wilkinson, detto Andy (Stone, 6 agosto 1984), è un ex calciatore inglese, difensore.

## Carriera

### Club
Wilkinson nacque a Stone e frequentò l'Academy dello Stoke City. Nel 2001 firmò il primo contratto con i Potters. Effettuò il debutto per lo Stoke il 16 ottobre 2001 in un incontro per il Football League Trophy 2001-2002 contro il Blackpool, subentrando a Clive Clarke per il quarto d'ora finale. Il suo impatto in prima squadra sarebbe potuto essere maggiore, ma degli infortuni lo hanno tenuto fuori per tutta la stagione seguente. Dovette così aspettare fino al campionato 2003-2004 per giocare nuovamente, quando fu impiegato nel primo turno di Football League Cup 2003-2004 contro il Rochdale.
A novembre 2003 fu ceduto in prestito al Telford United, nella Conference National, con l'obiettivo di fargli guadagnare un po' d'esperienza in squadra. Fu espulso nel pareggio a reti inviolate contro lo Shrewsbury Town nel mese di dicembre. Nonostante questo, il prestito fu esteso fino a febbraio, ma lo Stoke City richiamò il calciatore a gennaio. Tornò così ai Potters e disputò tre match di campionato: tra queste ci fu il debutto contro il Walsall del 31 gennaio, quando sostituì Lewis Neal. Il 4 maggio giocò la prima gara di campionato, contribuendo al successo per quattro a uno sul West Bromwich Albion.
L'anno seguente fu ceduto in prestito al Partick Thistle. In Scozia, realizzò la prima rete professionistica, ai danni del Clyde. Tornato allo Stoke nel mese di gennaio, giocò una partita contro il Millwall prima di essere prestato nuovamente, stavolta allo Shrewsbury Town per il resto della stagione. Wilkinson si impose nella prima squadra dello Stoke City nel 2005, collezionando sei apparizioni finché non si procurò un grave infortunio ai legamenti della caviglia ad aprile, nel match contro il Southampton: questo problema lo tenne fuori per diversi mesi.
Durante l'estate 2006, il difensore rinnovò il suo contratto con lo Stoke City per altre due stagioni. Una volta recuperato dal suo infortunio, fu ceduto in prestito al Blackpool. Il trasferimento sarebbe potuto diventare definitivo, ma i Potters rifiutarono un'offerta di 150.000 sterline da parte del Blackpool per il calciatore.
Nel campionato 2007-2008, Wilkinson giocò 20 partite e contribuì alla promozione in Premier League dello Stoke City. Il 26 dicembre 2008 fu espulso nella sfida contro il Manchester United: nonostante questo, mantenne il posto da titolare in squadra a scapito del capitano Andy Griffin ed occupò il posto sulla fascia destra difensiva per il resto della stagione. A febbraio 2009 rivelò di voler chiudere la carriera con lo Stoke City. Le sue buone prestazioni portarono la dirigenza della squadra ad offrirgli un nuovo contratto. L'8 luglio 2009 firmò un accordo che lo legò allo Stoke City per altre tre stagioni.
Dopo l'arrivo di Robert Huth, Wilkinson perse il posto da titolare. Giocò nel successo per uno a zero in coppa contro il Portsmouth, a causa dell'assenza di Abdoulaye Diagne-Faye: fu nominato migliore in campo e realizzò la prima rete della sua carriera per lo Stoke City, superando due difensori e battendo poi il portiere Jamie Ashdown. Wilkinson descrisse quella prestazione come la migliore della sua carriera. Wilkinson fu espulso per la seconda volta con questa maglia, quando lo Stoke superò due a uno il Portsmouth a Fratton Park, quando commise due falli da ammonizione su Aruna Dindane. Wilkinson giocò la 100ª partita per il club in data 26 settembre 2010, contro il Newcastle United. Il 21 aprile 2011 prolunga il suo contratto dal 2012 al 30 giugno 2014
Dopo essere stato prestato al Millwall, il 29 maggio 2015 il club inglese annuncia di non aver rinnovato il contratto del difensore inglese, che rimane così svincolato.
Il 30 luglio 2015 cambia idea rinnovando il contratto con lo Stoke City fino a dicembre 2015.